# Otto Weiss & Co.
La Otto Weiss & Co. fu un costruttore di automobili tedesco.
La società ebbe la sua sede in Greifswalder Straße 140 a Berlino. Nel 1903 la produzione iniziò con autocarri e nel 1906 finì. Il marchio usato fu Weiss.
La costruzione di automobili a nome Herald, in assonanza con la società di Norimberga Maurer-Union. Furono 
equipaggiate con motori di due o quattro cilindri da 12 e 40 HP e trazione ad attrito.
Nel marzo 1903 la produzione fu presentata alla Deutschen Automobilausstellung di Berlino due Tonneaus con 8 HP. Un autobus con 10 HP di potenza a sei posti così come un telaio.
Vi fu una vicenda giudiziaria contro la società da parte della Maurer-Union, e quest'ultima vinse. La produzione cessò e la società fu liquidata, per il risarcimento danni.